# 3105 Stumpff
3105 Stumpff (A907 PB) là một tiểu hành tinh vành đai chính được phát hiện ngày 8 tháng 8 năm 1907 bởi A. Kopff ở Heidelberg.